# Lauma Fabrics

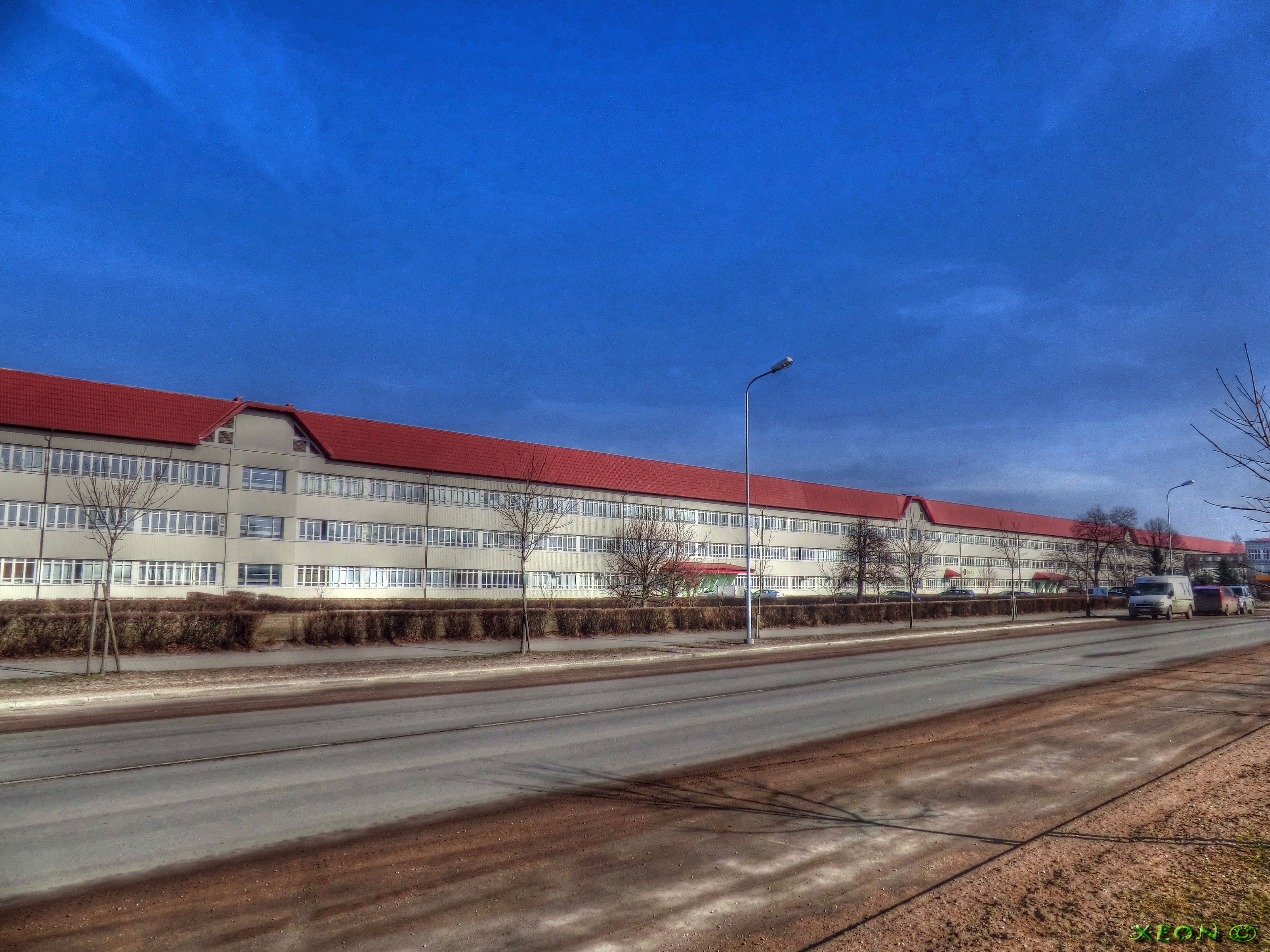
Lauma Fabric — является одним из ведущих производителей кружев, эластичных материалов и лент в Европе

«Lauma Fabrics» — латвийское текстильное производство, которое находится в Лиепайской специальной экономической зоне в северном предместье Лиепаи. С 2018 года компанией управляют ООО «European Lingerie Group» и «Helike Holdings» OU, реальным бенефициаром является эстонский бизнесмен Рахумаа Индрек. «Lauma Fabrics» экспортирует более 80% своей продукции в более чем 20 стран мира.
Находится в топе крупнейших по размеру территории промышленных предприятий мира.

## История
Предприятие текстильной промышленности «Lauma» было основано в 1971 году, в 1977 году строительство предприятия было полностью завершено, производственные корпуса занимали 11 га, в 1981 году количество сотрудников достигло 5000 человек. 
После восстановления независимости Латвии «Lauma» 4 июня 1991 года было преобразовано в государственное предприятие «Lauma», а в 1994 году преобразовано в АО «Lauma». В 2004 году его приобрела эстонская инвестиционная компания «Alta Capital», которая в 2005 году учредила два дочерних предприятия: «Lauma Lingerie» и «Lauma Fabrics». Председателем совета АО «Lauma» с 2007 года был гражданин Испании Лейб Рикардо Рехтерс, его заместителем — гражданин Эстонии Индрекс Рахумаа. В 2010 году Рижский окружной суд принял решение о возбуждении дела о банкротстве против «Alta Capital Partners».
ООО «Lauma Fabrics», основанное в 2005 году, производит кружево, трикотаж, ленты и другие материалы для пошива нижнего белья. Его единственным владельцем является АО «European Lingerie Group», которое также приобрело немецкое ткацкое производство «Felina», российскую дистрибьюторскую компанию AO «Avangard», а также интернет-магазин нижнего белья «Dessus-Dessous». 
В 2019 году ООО Lauma Fabrics зарегистрировало дочернее предприятие ООО Lauma Medical по производству и продаже эластичных бинтов, поясов, бинтов и др. для производства и реализации.